# Metagonia hitoy
Metagonia hitoy är en spindelart som beskrevs av Huber 1997. Metagonia hitoy ingår i släktet Metagonia och familjen dallerspindlar.
Artens utbredningsområde är Costa Rica. Inga underarter finns listade i Catalogue of Life.